# 右近権左衛門 (10代目)
10代目右近 権左衛門（うこん ごんざえもん、1853年10月19日〈嘉永6年9月17日〉 - 1916年〈大正5年〉2月9日）は、日本の実業家。日本海上保険・朝鮮電気・大阪火災海上運送保険各社長。族籍は福井県平民。幼名は吉太郎。

## 経歴
越前国南条郡河野浦（現・福井県南条郡南越前町河野）出身。右近廣隆の長男。家業は回漕業。父を助けて繁雑な業務を指揮するばかりでなく、自ら船に乗って航海の実地を研究し、又各地の荷主と自ら折衝して、専心家業の発展に努力した。1882年、家督を相続した。
父同様に積極的に北前船経営を行う。回漕業以外に貿易にも手を広げていき、従来の弁財船に加えて大型蒸気船も数多く保有した。北陸親議会や日本海運業同盟会、日本海上保険会社などの設立に大きな役割を果たした。

## 人物
幼少時から非常に剛毅で家人の手に余ることさえ度々だった。有名な大酒のみだったが、信用徳望は絶大なものがあり、地方人はよく彼に推服していた。住所は福井県南条郡河野村、大阪市西区西長堀北通5丁目。

## 家族・親族
右近家
右近権左衛門家のルーツは、江戸時代前期まで溯ることができる。1680年（延宝8年）に河野浦の金相寺3代目住職漸祐が、4代目となる専祐の弟を寺の養女と縁組させ、田畑山林とともに船1隻を与えて分家させた。その船出はささやかなものであった。
- 父・廣隆（福井県平民、素封家、回漕業）[3][4]
- 母・りん（1826年 - ?）[3]
- 弟・巳之吉（1869年 - ?、分家）[3]
  - 同妻・くに（福井、橋本與左衛門の長女）[3]

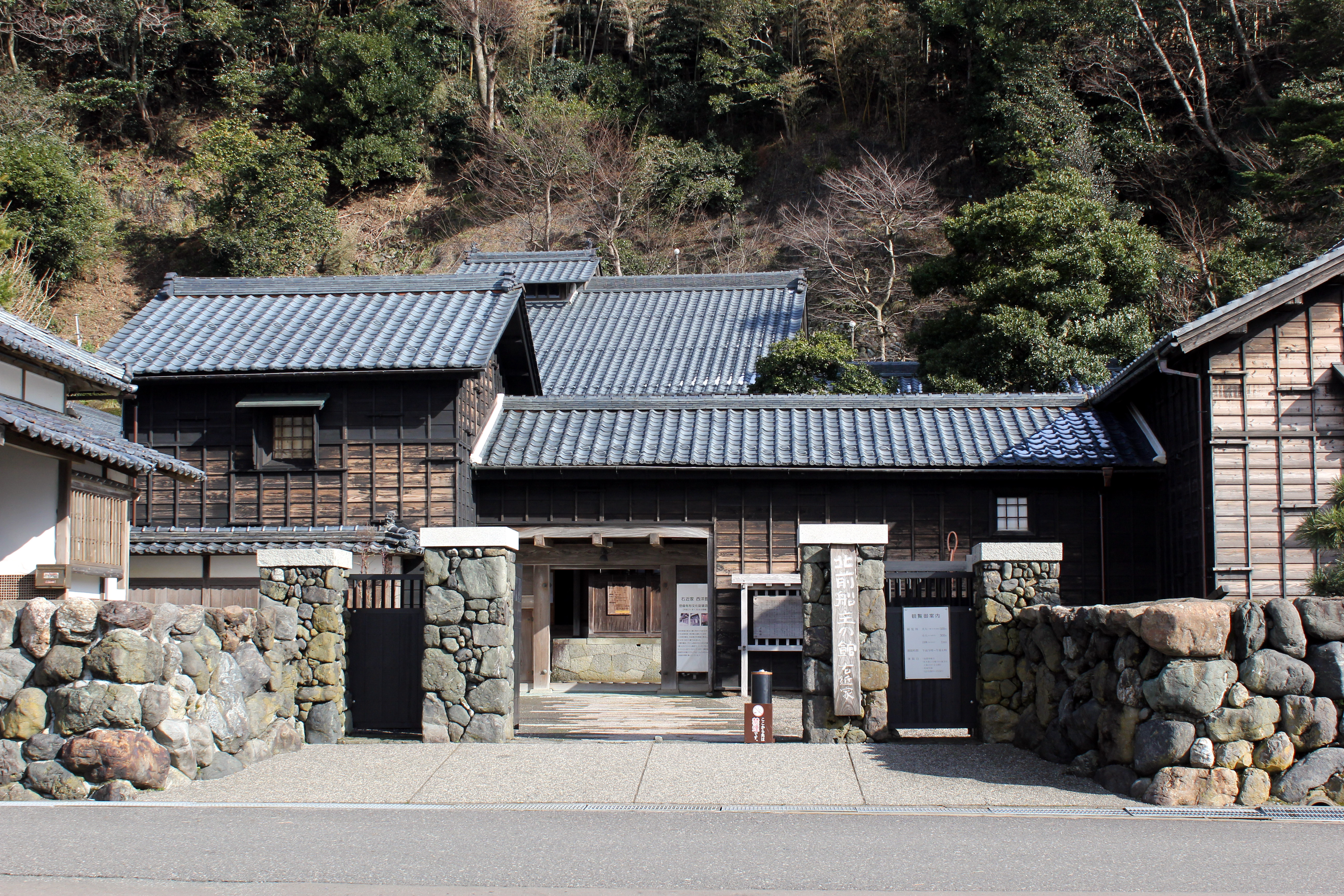
北前船主の館・右近家

- 妻・はや（1857年 - ?、福井、右近平左衛門の長女）[3]
- 養子・和作[3]（1876年 - ?、実業家、資産家、住所は兵庫県武庫郡住吉村[6]）
- 男・福次郎[6]（1883年 - ?、実業家、資産家）
  - 同妻・とき（岐阜、小寺成蔵の二女）[3]
  - 同長男・徳太郎[3]
- 男・十一代目権左衛門（1889年 - 1966年、旧名は義太郎[3]、実業家）
  - 同妻・政子（石川、時国甫太郎の二女）[3]
- 女・スエ（1892年 - ?、大阪、植竹龍三郎の妻）[3]
- 孫[3]

親戚
- 植竹龍三郎（塩原電車、日光登山鉄道、中宮祠電力各社長）
- 時国甫太郎（石川県農工銀行取締役、娘婿は男爵 本多政樹 )